# José María de Reyna Frías de la Torre
José María de Reyna Frías de la Torre (Fuentelapeña, 1820 - Madrid, 1887) fue un militar y político español de ideología moderada, miembro del Partido Moderado, diputado en las Cortes  y Conde de Oricáin.

## Biografía
Nacido en la localidad zamorana de Fuentelapeña, ingresa en 1834 como cadete en el Regimiento de Infantería de Castilla, tomando parte en la Primera Guerra Carlista. A lo largo de su carrera militar desempeñó las funciones de comandante general de Huesca, capitán general de las Islas Baleares, así como gobernador militar de Madrid y Melilla. Ascendido a mariscal de Campo en enero de 1864, llegó a ser igualmente inspector general de Carabineros y miembro del  Consejo de Estado a partir de mayo de 1879.
En el ámbito político, afín a los moderados de Narváez, fue diputado a cortes por la provincia de Zamora en seis ocasiones, tanto durante el reinado de Isabel II, como tras la Restauración borbónica con Alfonso XII en el Trono. La corona le concedió el título de Conde Oricáin el 20 de marzo de 1864